# Anomala nimbosa
Anomala nimbosa är en skalbaggsart som beskrevs av Thomas Casey 1915. Anomala nimbosa ingår i släktet Anomala och familjen Rutelidae. Inga underarter finns listade i Catalogue of Life.